# N-ビニル-2-ピロリドン
N-ビニル-2-ピロリドン（N-Vinylpyrrolidone、略称:NVP）は、5員環ラクタム構造及びビニル基を持つ有機化合物であり、水溶性合成高分子化合物であるポリビニルピロリドンのモノマー（単量体）である。

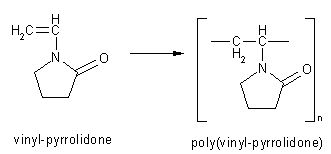

## 外部参照
- N-Vinyl-2-pyrrolidone

## 製造者
中国-博愛新開源製薬